# 林逢镇
林逢镇，是中华人民共和国广西壮族自治区百色市田东县下辖的一个乡镇级行政单位。

## 行政区划
林逢镇下辖以下地区：
林逢村、桥礼村、平洪村、英和村、和同村、林驮村、东养村、德利村、保群村、公靖村、坛河村、福兰村、永隆村、关国村、祷午村、进化村、平孟村、那单村、凤球村、民族村和那来村。